# NGC 1221
NGC 1221 es una galaxia espiral (S0-a) localizada en la dirección de la constelación de Eridanus. Posee una declinación de −04° 15′ 35″ y una ascensión recta de 3 horas, 8 minutos y 15,6 segundos.
La galaxia NGC 1221 fue descubierta en 1886 por Frank Leavenworth.